# Південний канал
Південний або Лангедокський канал (фр. Le Canal du Midi) — канал завдовжки 241 км на півдні Франції. Сполучає Тулузу із середземноморським містом Сет (яке було засноване, щоб слугувати східним терміналом каналу). У Тулузі поєднується з Гаронським каналом (Canal de Garonne), що веде до Біскайської затоки.
Даний канал є одним із найстаріших нині діючих в Європі. З 1996 року Південний канал занесено до Світової спадщини ЮНЕСКО.

## З історії

### Будівництво
Зернова торгівля стала головною причиною будівництва транспортного каналу, яке розпочалося в жовтні 1666 року з дозволу першого міністра Кольбера на основі указу короля Людовіка XIV. Урочисте відкриття відбулося 1681 року. Натхненником і керівником будівництва був французький інженер і підприємець П'єрр-Поль Ріке (1609—1680), за кошти якого профінансували третину довжини каналу. Це будівництво стало одним із набільших проєктів Кольберового уряду. У той час канал мав назву «Королівський канал у Лангедоці» (фр. le canal royal en Languedoc)

### Економічні показники
| Рік  | Кількість пасажирів     |
| ---- | ----------------------- |
| 1682 | 3750 (за шість місяців) |
| 1740 | 12 500                  |
| 1783 | 29 400                  |
| 1831 | 71 000                  |
| 1854 | 94 000                  |
| 1856 | 100 000                 |

| Рік                     | 1854 | 1856 | 1859 | 1879 | 1889 | 1896 | 1900 | 1909 |
| Мільйонів тоннокілометр | 67   | 110  | 59   | 54   | 32   | 28   | 66   | 80   |

## Канал в наш час
У посушливу пору канал слугує для потреб сільського господарства. Близько 700 іригаційних клапанів встановлено вздовж каналу. Ця одна із головних функцій є причиною підтримки каналу в робочому стані після завершення купецької торгівлі. У 1970-х роках канал зрошував до 40 000 га сільськогосподарських земель.
З кінця ХХ ст. канал головним чином діє як туристичний і рекреаційний маршрут.
Зараз на каналі діє 91 шлюз, який піднімає та опускає судна на 190 м.

## Канал у кінематографі
У серії документального серіалу Рональда Топа, який транслювався на телевізійному каналі Дискавері, наочно висвітлюється історія будівництва Південного каналу, а також показується роль короля, Кольбера та Ріке в цьому процесі

## Лінки
- Стаття у Великій радянській енциклопедії (1969—1978) (рос.)
- Карти королівського каналу провінції Лангедок (клікабельні), виконані Франсуа Ґаріпюї (1711—1782) (фр.)
- Товариство «Південний канал Лангедоку» (фр.)
- Подорож Південним каналом. Історія каналу та регіонів, які він перетинає (фр.)
- Офіційний сайт південного каналу (фр.)